# Opatówka (dopływ Liswarty)
Opatówka (Górnianka, Górniczanka) – rzeka, prawy dopływ Liswarty o długości 18 km. Początek bierze w okolicach Złochowic, a dalej płynie przez Opatów i Rębielice Królewskie. Koryto rzeki jest częściowo uregulowane, a brzegi umocnione faszyną.